# Elektrische gleislose Bahn Ahrweiler
| |            |                                         |                                         |
| Streckenlänge: | 5,5 km     |                                         |                                         |
| Stromsystem: | 550 Volt = |                                         |                                         |
| Streckengeschwindigkeit: | 22 km/h    |                                         |                                         |
| |            |                                         |                                         |
| \| \| \| Übergang zur Ahrtalbahn \| \| \| \| 0,0 \| Neuenahr-Wadenheim Bahnhof \| Neuenahr-Wadenheim Bahnhof \| \| \| 0,6 \| Neuenahr-Wadenheim Telegraphenstr. \| Neuenahr-Wadenheim Telegraphenstr. \| \| \| 1,4 \| Neuenahr-Hemmessen \| Neuenahr-Hemmessen \| \| \| 2,7 \| Ahrweiler Bahnhofhotel \| Ahrweiler Bahnhofhotel \| \| \| 3,5 \| Ahrweiler Niedertor \| Ahrweiler Niedertor \| \| \| \| Zwischenwendeschleife Ahrweiler Rathaus \| \| \| \| 3,8 \| Ahrweiler Markt \| Ahrweiler Markt \| \| \| 4,2 \| Ahrweiler Dr. von Ehrenwall’sche Klinik \| Ahrweiler Dr. von Ehrenwall’sche Klinik \| \| \| \| zum Depot \| \| \| \| 5,5 \| Ahrweiler-Walporzheim Bahnhof \| Ahrweiler-Walporzheim Bahnhof \| \| \| \| Übergang zur Ahrtalbahn \| \| |            |                                         |                                         |
| |            | Übergang zur Ahrtalbahn                 |                                         |
| U-Bahn-Kopfbahnhof Streckenanfang (Strecke außer Betrieb) | 0,0        | Neuenahr-Wadenheim Bahnhof              | Neuenahr-Wadenheim Bahnhof              |
| U-Bahn-Haltepunkt / Haltestelle (Strecke außer Betrieb) | 0,6        | Neuenahr-Wadenheim Telegraphenstr.      | Neuenahr-Wadenheim Telegraphenstr.      |
| U-Bahn-Haltepunkt / Haltestelle (Strecke außer Betrieb) | 1,4        | Neuenahr-Hemmessen                      | Neuenahr-Hemmessen                      |
| U-Bahn-Bahnhof (Strecke außer Betrieb) | 2,7        | Ahrweiler Bahnhofhotel                  | Ahrweiler Bahnhofhotel                  |
| U-Bahn-Haltepunkt / Haltestelle (Strecke außer Betrieb) | 3,5        | Ahrweiler Niedertor                     | Ahrweiler Niedertor                     |
| U-Bahn-Dienststation / Betriebs- oder Güterbahnhof (Strecke außer Betrieb) |            | Zwischenwendeschleife Ahrweiler Rathaus | Zwischenwendeschleife Ahrweiler Rathaus |
| U-Bahn-Haltepunkt / Haltestelle (Strecke außer Betrieb) | 3,8        | Ahrweiler Markt                         | Ahrweiler Markt                         |
| U-Bahn-Haltepunkt / Haltestelle (Strecke außer Betrieb) | 4,2        | Ahrweiler Dr. von Ehrenwall’sche Klinik | Ahrweiler Dr. von Ehrenwall’sche Klinik |
| U-Bahn-Abzweig geradeaus und von links (Strecke außer Betrieb) |            | zum Depot                               | zum Depot                               |
| U-Bahn-Kopfbahnhof Streckenende (Strecke außer Betrieb) | 5,5        | Ahrweiler-Walporzheim Bahnhof           | Ahrweiler-Walporzheim Bahnhof           |
| |            | Übergang zur Ahrtalbahn                 |                                         |

Die elektrische gleislose Bahn Ahrweiler verkehrte von 1906 bis 1917 innerhalb der heutigen Stadt Bad Neuenahr-Ahrweiler. Sie verband die Kernstadt von Ahrweiler mit dem Stadtteil Walporzheim im Südwesten sowie mit den Neuenahrer Ortsteilen Hemmessen und Wadenheim im Osten. Betreibergesellschaft war die gleichnamige Elektrische gleislose Bahn Ahrweiler GmbH.

## Geschichte
Die bereits seit 1880 bestehende Eisenbahnverbindung (Ahrtalbahn) genügte in den folgenden Jahren dem wachsenden Verkehrsbedürfnis zwischen der Kreisstadt Ahrweiler und dem nur etwa drei Kilometer entfernt gelegenen Kurort Neuenahr (seit 1927 „Bad“) nicht mehr. Anstatt der Einführung einer kostspieligen Straßenbahn beauftragte man 1904 die sächsische Gesellschaft für gleislose Bahnen Max Schiemann & Co. mit dem Bau einer elektrischen Omnibuslinie nach deren System Schiemann. Das damals noch Gleislose Bahn genannte Verkehrsmittel war ein Vorläufer heutiger Oberleitungsbusse.  
Im Dezember 1905 gründete die Stadt Ahrweiler die Elektrische gleislose Bahn Ahrweiler GmbH mit einem Stammkapital von 140.000 Reichsmark. Am 23. Mai 1906 wurde der Betrieb auf einer 5,5 Kilometer langen Strecke eröffnet. Sie führte vom Bahnhof Neuenahr nach Ahrweiler mit Haltestellen am Bahnhof, am Niedertor und am Markt. Die Endstation war im Stadtteil Walporzheim, wo sich am Bahnhof auch die Wagenhalle befand.
Die Fahrzeit betrug 29 Minuten bei einer Höchstgeschwindigkeit von 22 km/h – im Ortsbereich von 10 km/h. Die drei Motorwagen wurden durch eine Oberleitung mit einer Spannung von 550 Volt versorgt. Sie konnten einen der zwei vorhandenen Anhänger mitnehmen, deren Zahl im Jahr 1909 um einen weiteren erhöht wurde. Der Normalbetrieb erfolgte über eine Saison von sieben Monaten, da im Winter nur ein Schülerverkehr stattfand. Anfangs bediente man die zwölf Haltestellen von 5:50 bis 22:00 Uhr alle 40 Minuten, ging dann aber wegen der guten Nachfrage auf einen Halbstundentakt über. So konnten im ersten Betriebsjahr 88.000 Fahrgäste, in weiteren Friedensjahren bis zu 130.000 Fahrgäste befördert werden. Der Fahrpreis betrug 30 Pfennig.
Der Beginn des Ersten Weltkrieges führte wegen des Personalmangels zu einer starken Einschränkung des Fahrplanangebots. Konnte man 1915 noch stündlich fahren, so verkehrten im Jahr 1916 sonntags nur die Kirchwagen für Gottesdienstbesucher. Am 1. April 1917 musste man den Betrieb einstellen. Anschließend forderte die Staatsbehörde den Abbau der Fahrleitung, deren Kupfer mit einem Gesamtgewicht von 5,8 Tonnen als kriegswichtiger Rohstoff benötigt wurde. Damit wurde die Wiederaufnahme des Betriebs nach dem Krieg so schwierig, dass sich die Gesellschaft – auch in Anbetracht der allgemeinen Wirtschaftskrise – bereits 1919 auflöste.